# Мазрае-є Касем
Мазрае-є Касем (перс. مزرعه قاسم) — село в Ірані, у дегестані Чагар-Чешме, у бахші Камаре, шагрестані Хомейн остану Марказі. За даними перепису 2006 року, його населення становило 201 особу, що проживали у складі 51 сім'ї.

## Клімат
Середня річна температура становить 11,12 °C, середня максимальна – 30,40 °C, а середня мінімальна – -12,68 °C. Середня річна кількість опадів – 237 мм.
| Клімат поселення                              | Клімат поселення | Клімат поселення | Клімат поселення | Клімат поселення | Клімат поселення | Клімат поселення | Клімат поселення | Клімат поселення | Клімат поселення | Клімат поселення | Клімат поселення | Клімат поселення | Клімат поселення |
| Показник                                      | Січ.             | Лют.             | Бер.             | Квіт.            | Трав.            | Черв.            | Лип.             | Серп.            | Вер.             | Жовт.            | Лист.            | Груд.            |                  |
| Середній максимум, °C                         | 6,35             | 8,30             | 12,67            | 19,22            | 24,54            | 30,28            | 30,40            | 30,13            | 25,61            | 19,06            | 11,99            | 6,56             |                  |
| Середня температура, °C                       | −3,16            | −1,22            | 3,16             | 9,71             | 15,03            | 20,77            | 24,62            | 24,35            | 19,84            | 13,28            | 6,23             | 0,78             |                  |
| Середній мінімум, °C                          | −12,68           | −10,74           | −6,35            | 0,21             | 5,51             | 11,25            | 18,84            | 18,57            | 14,06            | 7,51             | 0,46             | −4,99            |                  |
| Норма опадів, мм                              | 38               | 37               | 44               | 30               | 22               | 3                | 2                | 1                | 0                | 6                | 22               | 32               |                  |
| Середньомісячна швидкість вітру, м/с          | 1.29             | 1.90             | 2.42             | 2.57             | 2.40             | 2.25             | 2.22             | 2.04             | 2.06             | 1.74             | 1.50             | 1.47             |                  |
| Середньомісячна сонячна радіація, кДж/м²·день | 9961             | 13057            | 15582            | 18780            | 22666            | 26888            | 25888            | 24417            | 21610            | 16292            | 11570            | 9619             |                  |
| --------------------------------------------- | ---------------- | ---------------- | ---------------- | ---------------- | ---------------- | ---------------- | ---------------- | ---------------- | ---------------- | ---------------- | ---------------- | ---------------- | ---------------- |
| Джерело:                                      |                  |                  |                  |                  |                  |                  |                  |                  |                  |                  |                  |                  |                  |